# Brahim Díaz
Brahim Abdelkader Díaz (Málaga, 3 augustus 1999) is een Marokkaans-Spaans profvoetballer die doorgaans als offensieve middenvelder speelt. Hij verruilde Manchester City in januari 2019 voor Real Madrid. Brahim kwam eenmaal uit voor het Spaans voetbalelftal, alvorens hij in 2024 de overstap maakte naar het Marokkaans voetbalelftal.

## Clubcarrière

### Manchester City
Brahim speelde in de jeugdopleiding van Málaga in zijn geboortestad, tot hij die in 2015 verruilde voor die van Manchester City. Hij debuteerde op 21 september 2016 in het eerste elftal van de Engelse club. Dat speelde die dag een wedstrijd in de League Cup tegen Swansea City. Hij viel na 80 minuten in voor Kelechi Iheanacho. Manchester City won met 1–2. Brahim maakte op 1 november 2018 zijn eerste en tweede doelpunt in het profvoetbal, tijdens een speelronde in datzelfde toernooi, thuis tegen Fulham. Manchester City won hierdoor met 2–0. Brahim kwam 2,5 jaar af en toe in actie, maar tot een doorbraak kwam het niet. Als hij speelde was dat vooral in de Engelse bekertoernooien. Alleen in het eerste halfjaar van 2018 mocht hij vijf keer invallen in de Premier League. 

### Real Madrid
Toen zijn contract in januari 2019 nog maar zes maanden geldig was, accepteerde Manchester City een bod van 17 miljoen euro op hem van Real Madrid. Brahim kwam bij Real Madrid in zijn eerste halfjaar helemaal niet aan bod. Pas toen coach Julen Lopetegui plaatsmaakte voor Santiago Solari mocht hij een paar keer invallen en pas toen die in maart 2020 werd opgevolgd door Zinedine Zidane volgden zijn eerste basisplaatsen. Hij moest het niettemin ook bij Zidane in heel 2019/20 doen met zes invalbeurten in de Primera División. 

### AC Milan
Real Madrid verhuurde Brahim in september 2020 voor een jaar aan AC Milan. Hier bloeide hij onder coach Stefano Pioli in de tweede seizoenshelft op. Hij speelde dat jaar 27 wedstrijden in de Serie A, waarvan 15 vanaf de aftrap. Daarbij maakte hij vier doelpunten, onder meer tijdens overwinningen op Fiorentina en Juventus. Real Madrid en AC Milan sloten in juli 2021 een akkoord om zijn huurperiode te verlengen tot medio 2023. Brahim werd in 2021/22 basisspeler bij de Italiaanse club. In die hoedanigheid hielp hij Milan dat jaar om voor het eerst sinds 2010/11 weer landskampioen te worden. Zijn doelpunten tegen Spezia en Sampdoria waren dat seizoen allebei goed voor drie punten. Brahim speelde in 2022/23 voor het tweede jaar op rij meer dan 30 speelronden voor AC Milan. Hij plaatste zich dat jaar voor de derde keer op rij voor de Champions League met de Italiaanse club. Zijn ploeggenoten en hij bereikten dat seizoen bovendien de halve finale van dat toernooi. Brahim maakte daarbij het enige doelpunt in de achtste finale tegen Tottenham Hotspur.

### Terug bij Real
In de zomer van 2023 keerde Brahim terug bij Real, waar hij veel speelminuten kreeg. Vooral als invaller kwam tot twaalf goals en negen assists in 44 wedstrijden.

## Clubstatistieken
| Seizoen      | Club            | Competitie       | Competitie | Competitie | Competitie | Beker | Beker | Beker | Europa | Europa | Europa | Totaal | Totaal | Totaal |
| Seizoen      | Club            | Competitie       | Wed.       | Dlp.       | Ass.       | Wed.  | Dlp.  | Ass.  | Wed.   | Dlp.   | Ass.   | Wed.   | Dlp.   | Ass.   |
| ------------ | --------------- | ---------------- | ---------- | ---------- | ---------- | ----- | ----- | ----- | ------ | ------ | ------ | ------ | ------ | ------ |
| 2016/17      | Manchester City | Premier League   | 0          | 0          | 0          | 1     | 0     | 0     | —      | —      | —      | 1      | 0      | 0      |
| 2017/18      | Manchester City | Premier League   | 5          | 0          | 0          | 2     | 0     | 0     | 3      | 0      | 0      | 10     | 0      | 0      |
| 2018/19      | Manchester City | Premier League   | 0          | 0          | 0          | 4     | 2     | 0     | —      | —      | —      | 4      | 2      | 0      |
| Club totaal  | Club totaal     | Club totaal      | 5          | 0          | 0          | 7     | 2     | 0     | 3      | 0      | 0      | 15     | 2      | 0      |
| 2018/19      | Real Madrid     | Primera División | 9          | 1          | 2          | 2     | 0     | 0     | —      | —      | —      | 11     | 1      | 2      |
| 2019/20      | Real Madrid     | Primera División | 6          | 0          | 0          | 3     | 1     | 1     | 1      | 0      | 0      | 10     | 1      | 1      |
| Club totaal  | Club totaal     | Club totaal      | 15         | 1          | 2          | 5     | 1     | 1     | 1      | 0      | 0      | 21     | 2      | 3      |
| 2020/21      | → AC Milan      | Serie A          | 27         | 4          | 4          | 2     | 0     | 0     | 10     | 3      | 0      | 39     | 7      | 4      |
| 2021/22      | → AC Milan      | Serie A          | 31         | 3          | 3          | 4     | 0     | 0     | 5      | 1      | 1      | 40     | 4      | 4      |
| 2022/23      | → AC Milan      | Serie A          | 33         | 6          | 7          | 2     | 0     | 0     | 10     | 1      | 0      | 45     | 7      | 7      |
| Club totaal  | Club totaal     | Club totaal      | 91         | 13         | 14         | 8     | 0     | 0     | 25     | 5      | 1      | 124    | 18     | 15     |
| 2023/24      | Real Madrid     | Primera División | 31         | 8          | 7          | 4     | 2     | 1     | 9      | 2      | 1      | 44     | 12     | 9      |
| 2024/25      | Real Madrid     | Primera División | 0          | 0          | 0          | 0     | 0     | 0     | 0      | 0      | 0      | 0      | 0      | 0      |
| Club totaal* | Club totaal*    | Club totaal*     | 46         | 9          | 9          | 9     | 3     | 2     | 10     | 2      | 1      | 65     | 14     | 12     |
| TOTAAL       | TOTAAL          | TOTAAL           | 111        | 14         | 16         | 20    | 3     | 1     | 29     | 5      | 1      | 160    | 22     | 18     |

Bijgewerkt t/m 11 juli 2024.

## Interlandcarrière
Brahim maakte deel uit van verschillende Spaanse nationale jeugdselecties. Hij bereikte met Spanje –17 de finale van het EK –17 van 2016 en met Spanje –21 de halve finale van het EK –21 van 2021. Brahim debuteerde op 8 juni 2021 in het Spaans voetbalelftal. Bondscoach Luis de la Fuente liet hem toen de hele wedstrijd spelen in een met 4–0 gewonnen oefeninterland tegen Litouwen. Hij maakte zelf de 2–0.
Op 11 oktober 2023 werd er in de Spaanse media vermeld dat Brahim zijn voetbalnationaliteit had gewijzigd naar Marokkaans, om zo vervolgens voor het Marokkaanse voetbalelftal uit te komen. Dit was mede omdat Marokko tot de halve finale van het WK 2022 was gekomen. Het was ook het eerste Afrikaanse land dat in de halve finale van het WK is gekomen. Brahim debuteerde op 22 maart 2024 voor Marokko in een vriendschappelijke wedstrijd tegen Angola (1-0 winst). De bondscoach van Marokko, Walid Regragui, maakte van Brahim meteen een basisspeler.

## Erelijst
| Competitie                |                 |                  |                 |                 |
| Competitie                | Aantal          | Jaren            |                 |                 |
| Manchester City           | Manchester City | Manchester City  | Manchester City | Manchester City |
| ------------------------- | --------------- | ---------------- | --------------- | --------------- |
| Premier League            | 1x              | 2017/18          |                 |                 |
| FA Community Shield       | 1x              | 2018             |                 |                 |
| EFL Cup                   | 1x              | 2017/18          |                 |                 |
| Real Madrid               |                 |                  |                 |                 |
| Primera División          | 2x              | 2019/20, 2023/24 |                 |                 |
| Supercopa de España       | 2x              | 2019/20, 2023/24 |                 |                 |
| FIFA Intercontinental Cup | 1x              | 2024             |                 |                 |
| UEFA Champions League     | 1x              | 2023/24          |                 |                 |
| UEFA Super Cup            | 1x              | 2024             |                 |                 |
| AC Milan                  |                 |                  |                 |                 |
| Serie A                   | 1x              | 2021/22          |                 |                 |